# Coppa CERS 2011-2012
La Coppa CERS 2011-2012 è stata la 32ª edizione dell'omonima competizione europea di hockey su pista riservata alle squadre di club. Il torneo ha avuto inizio il 19 novembre 2011 e si è concluso il 13 maggio 2012 con la disputa delle final four a Bassano del Grappa.
Il titolo è stato conquistato dagli italiani del Bassano per la prima volta nella loro storia sconfiggendo in finale i portoghesi del Braga. 
In quanto squadra vincitrice, il Bassano ha ottenuto anche il diritto di partecipare alla Coppa Continentale 2012-2013.

## Squadre partecipanti
| Nazione     | Club             | Città                | Qualificazione |
| ----------- | ---------------- | -------------------- | -------------- |
| Austria     | Dornbirn         | Dornbirn             |                |
| Austria     | Wolfurt          | Wolfurt              |                |
| Francia     | La Vendéenne     | La Roche-sur-Yon     |                |
| Francia     | Mérignac         | Mérignac             |                |
| Francia     | Quévert          | Dinan                |                |
| Francia     | Saint-Brieuc     | Saint-Brieuc         |                |
| Francia     | SCRA Saint-Omer  | Saint-Omer           |                |
| Germania    | Düsseldorf Nord  | Düsseldorf           |                |
| Germania    | Friedlingen      | Weil am Rhein        |                |
| Germania    | Remscheid        | Remscheid            |                |
| Germania    | Walsum           | Duisburg             |                |
| Germania    | Weil             | Weil am Rhein        |                |
| Inghilterra | Herne Bay United | Herne Bay            |                |
| Italia      | Bassano          | Bassano del Grappa   |                |
| Italia      | Forte dei Marmi  | Forte dei Marmi      |                |
| Italia      | Molfetta         | Molfetta             |                |
| Italia      | Sarzana          | Sarzana              |                |
| Italia      | Seregno          | Seregno              |                |
| Portogallo  | Braga            | Braga                |                |
| Spagna      | Blanes           | Blanes               |                |
| Spagna      | Igualada         | Igualada             |                |
| Spagna      | PAS Alcoy        | Alcoy                |                |
| Spagna      | Vendrell         | El Vendrell          |                |
| Spagna      | Vilanova         | Vilanova i la Geltrú |                |
| Svizzera    | Biasca           | Biasca               |                |
| Svizzera    | Diessbach        | Diessbach bei Büren  |                |
| Svizzera    | Uttigen          | Uttigen              |                |
| Svizzera    | Wimmis           | Wimmis               |                |

## Risultati

### Primo turno
Andata il 19 novembre 2011, ritorno il 17 dicembre 2011.
| Squadra 1   | Totale | Squadra 2        | Andata | Ritorno |
| ----------- | ------ | ---------------- | ------ | ------- |
| Weil        | 2 – 20 | PAS Alcoy        | 0 – 9  | 2 – 11  |
| Vendrell    | 7 – 4  | Sarzana          | 3 – 2  | 4 – 2   |
| Wimmis      | 4 – 13 | Forte dei Marmi  | 3 – 5  | 1 – 8   |
| Wolfurt     | 6 – 18 | Walsum           | 3 – 8  | 3 – 10  |
| Dornbirn    | 11 – 7 | Herne Bay United | 8 – 3  | 3 – 4   |
| Bassano     | 16 – 4 | Remscheid        | 8 – 1  | 8 – 3   |
| Molfetta    | 6 – 7  | La Vendéenne     | 3 – 2  | 3 – 5   |
| Seregno     | 5 – 8  | Mérignac         | 3 – 2  | 2 – 6   |
| Blanes      | 7 – 0  | SCRA Saint-Omer  | 3 – 0  | 4 – 0   |
| Biasca      | 11 – 5 | Düsseldorf Nord  | 4 – 1  | 7 – 4   |
| Friedlingen | 14 – 9 | Uttigen          | 6 – 5  | 8 –4    |
| Diessbach   | 7 – 15 | Quévert          | 3 – 8  | 4 – 7   |

### Ottavi di finale
Andata il 21 gennaio 2012, ritorno il 18 e il 25 febbraio.
| Squadra 1       | Totale | Squadra 2   | Andata | Ritorno |
| --------------- | ------ | ----------- | ------ | ------- |
| Quévert         | 7 – 9  | Friedlingen | 4 – 2  | 3 – 7   |
| Blanes          | 11 – 3 | Biasca      | 9 – 1  | 2 – 2   |
| Walsum          | 7 – 18 | Bassano     | 5 – 8  | 2 – 10  |
| Saint-Brieuc    | 5 – 13 | Braga       | 3 – 3  | 2 – 10  |
| La Vendéenne    | 3 – 4  | Igualada    | 2 – 3  | 1 – 1   |
| Mérignac        | 9 – 12 | PAS Alcoy   | 6 – 7  | 3 – 5   |
| Forte dei Marmi | 6 – 8  | Vendrell    | 5 – 4  | 1 – 4   |
| Dornbirn        | 0 – 22 | Vilanova    | 0 – 8  | 0 – 14  |

### Quarti di finale
Andata il 17 marzo 2012, ritorno il 14 aprile.
| Squadra 1   | Totale | Squadra 2 | Andata | Ritorno |
| ----------- | ------ | --------- | ------ | ------- |
| Bassano     | 5 – 3  | Igualada  | 2 – 1  | 3 – 2   |
| Blanes      | 5 – 8  | Vilanova  | 3 – 4  | 2 – 4   |
| Friedlingen | 6 – 9  | Braga     | 4 – 7  | 2 – 2   |
| Vendrell    | 6 – 8  | PAS Alcoy | 5 – 4  | 1 – 4   |

### Final Four
Le Final Four della manifestazione si sono disputate presso il PalaSind a Bassano del Grappa dal 15 al 16 maggio 2012.

#### Tabellone
|  | Semifinali | Semifinali | Semifinali |       |         | Finale  | Finale | Finale |  |
|  |            |            |            |       |         |         |        |        |  |
|  | Bassano    | Bassano    | 3          |       |         |         |        |        |  |
|  | Bassano    | Bassano    | 3          |       |         |         |        |        |  |
|  | Vilanova   | Vilanova   | 2          |       |         |         |        |        |  |
|  | Vilanova   | Vilanova   | 2          |       | Bassano | Bassano | 2(3)   |        |  |
|  |            |            |            |       | Bassano | Bassano | 2(3)   |        |  |
|  |            |            | Braga      | Braga | 2(1)    |         |        |        |  |
|  | Braga      | Braga      | Braga      | Braga | 2(1)    | 5       |        |        |  |
|  | Braga      | Braga      |            |       |         |         |        |        |  |
|  | PAS Alcoy  | PAS Alcoy  | 4          |       |         |         |        |        |  |